# Rów Krzeszowicki
Rów Krzeszowicki, česky Krzeszowický příkop, je geografickým mezoregionem ležícím ve směru rovnoběžky mezi městy Krakov, Trzebinia a Imielin. Nachází se v Malopolském vojvodství. Severní hranici tvoří vysočina Wyżyna Olkuska a jižní hranici tvoří hrást Garb Tenczyński ve vysočině Wyżyna Krakowsko-Częstochowska (Krakovsko-čenstochovská jura). Dno povrchu terciérního tektonického příkopu se nachází ve výšce 220–310 m n. m. Název je odvozen od města Krzeszowice.

## Vodstvo
Hlavním tokem je řeka Dulówka, která má ve střední části příkopu název Krzeszówka a v dolní části příkopu název Rudawa. V západní části příkopu jsou řeky  Chechło a Přemše (Przemsza). Vodstvo patří do povodí veletoku Visla a úmoří Baltského moře.

## Města a Doprava
v příkopu Rów Krzeszowicki jsou města Krzeszowice, Chrzanów a Trzebinia. Nejvýznamnějšími dopravními komunikacemi jsou železniční tratě a dálnice A4.

## Galerie

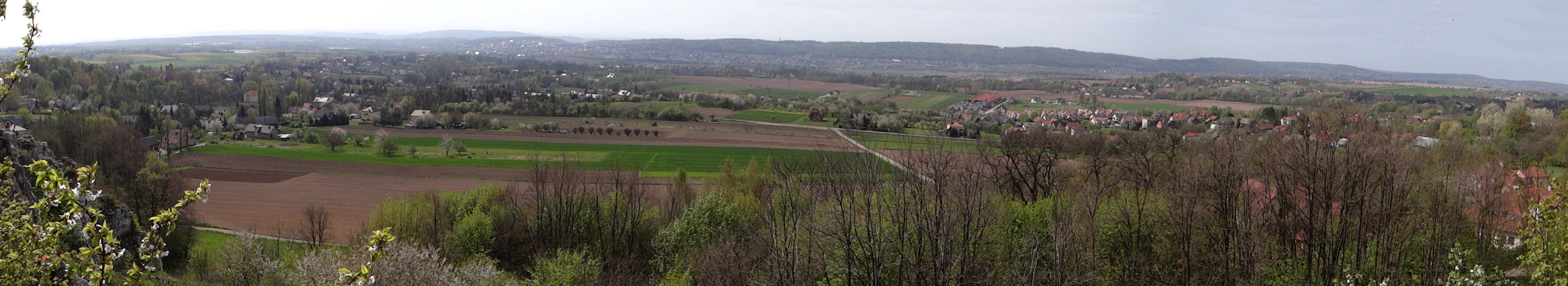